# Liste der Nummer-eins-Hits in Australien (1945)
Dies ist eine Liste der Nummer-eins-Hits in Australien im Jahr 1945. In diesem Jahr gab es acht Nummer-eins-Titel und insgesamt zehn Nummer-eins-Singles.

| ← 1944 ← | Liste der Nummer-eins-Hits in Australien | Liste der Nummer-eins-Hits in Australien                          | Liste der Nummer-eins-Hits in Australien                            | 1946 →                    |
| \| Zeitraum \| Wo. ges. \| Interpret \| Titel Autor(en) \| Zusätzliche Informationen \| \| (Zeitraum, Wochen auf Platz eins, Interpret, Titel, Autor[en], zusätzliche Informationen) \| \| \| \| \| \| ----------------------------------------------------------------------------------------- \| -------- \| ----------------------------------------------------------------- \| ------------------------------------------------------------------- \| ------------------------- \| \| 1. Januar 1945 – 31. Januar 1945 4 Wochen (insgesamt 4) \| 4 \| Geraldo & His Orchestra / Lale Andersen \| Lili Marlene Norbert Schultze, Hans Leip \| - \| \| 1. Februar 1945 – 31. März 1945 8 Wochen (insgesamt 8) \| 8 \| Bing Crosby with John Scott Trotter & His Orchestra \| Amor, Amor Gabriel Ruiz, Sunny Skylar \| - \| \| 1. April 1945 – 30. April 1945 5 Wochen (insgesamt 5) \| 5 \| Bing Crosby with John Scott Trotter & His Orchestra \| Swinging on a Star Jimmy Van Heusen, Johnny Burke \| - \| \| 1. Mai 1945 – 31. Mai 1945 4 Wochen (insgesamt 4) \| 4 \| Bing Crosby with John Scott Trotter & His Orchestra \| Long Ago (and Far Away) Jerome Kern, Ira Gershwin \| - \| \| 1. Juni 1945 – 31. Juli 1945 9 Wochen (insgesamt 9) \| 9 \| Bing Crosby with John Scott Trotter & His Orchestra / Dinah Shore \| It Could Happen to You Jimmy Van Heusen, Johnny Burke \| - \| \| 1. August 1945 – 31. August 1945 4 Wochen (insgesamt 4) \| 4 \| Bing Crosby with John Scott Trotter & His Orchestra \| I’ll Be Seeing You Sammy Fain, Irving Kahal \| - \| \| 1. September 1945 – 30. November 1945 13 Wochen (insgesamt 13) \| 13 \| Bing Crosby & The Andrews Sisters with Vic Schoen & His Orchestra \| Don’t Fence Me In Cole Porter, Robert Fletcher \| - \| \| 1. Dezember 1945 – 31. Dezember 1945 5 Wochen (insgesamt 5) \| 5 \| Bing Crosby with John Scott Trotter & His Orchestra \| (Too Ra Loo Ra Loo Ral) That’s an Irish Lullaby James Royce Shannon \| - \| |                                          |                                                                   |                                                                     |                           |
| ← 1944 |                                          |                                                                   |                                                                     | → 1946 →                  |
| Zeitraum | Wo. ges.                                 | Interpret                                                         | Titel Autor(en)                                                     | Zusätzliche Informationen |
| (Zeitraum, Wochen auf Platz eins, Interpret, Titel, Autor[en], zusätzliche Informationen) |                                          |                                                                   |                                                                     |                           |
| 1. Januar 1945 – 31. Januar 1945 4 Wochen (insgesamt 4) | 4                                        | Geraldo & His Orchestra / Lale Andersen                           | Lili Marlene Norbert Schultze, Hans Leip                            | -                         |
| 1. Februar 1945 – 31. März 1945 8 Wochen (insgesamt 8) | 8                                        | Bing Crosby with John Scott Trotter & His Orchestra               | Amor, Amor Gabriel Ruiz, Sunny Skylar                               | -                         |
| 1. April 1945 – 30. April 1945 5 Wochen (insgesamt 5) | 5                                        | Bing Crosby with John Scott Trotter & His Orchestra               | Swinging on a Star Jimmy Van Heusen, Johnny Burke                   | -                         |
| 1. Mai 1945 – 31. Mai 1945 4 Wochen (insgesamt 4) | 4                                        | Bing Crosby with John Scott Trotter & His Orchestra               | Long Ago (and Far Away) Jerome Kern, Ira Gershwin                   | -                         |
| 1. Juni 1945 – 31. Juli 1945 9 Wochen (insgesamt 9) | 9                                        | Bing Crosby with John Scott Trotter & His Orchestra / Dinah Shore | It Could Happen to You Jimmy Van Heusen, Johnny Burke               | -                         |
| 1. August 1945 – 31. August 1945 4 Wochen (insgesamt 4) | 4                                        | Bing Crosby with John Scott Trotter & His Orchestra               | I’ll Be Seeing You Sammy Fain, Irving Kahal                         | -                         |
| 1. September 1945 – 30. November 1945 13 Wochen (insgesamt 13) | 13                                       | Bing Crosby & The Andrews Sisters with Vic Schoen & His Orchestra | Don’t Fence Me In Cole Porter, Robert Fletcher                      | -                         |
| 1. Dezember 1945 – 31. Dezember 1945 5 Wochen (insgesamt 5) | 5                                        | Bing Crosby with John Scott Trotter & His Orchestra               | (Too Ra Loo Ra Loo Ral) That’s an Irish Lullaby James Royce Shannon | -                         |